# Episodi di B.A.D. Cats
La prima e unica stagione di B.A.D. Cats, composta da 10 episodi, è stata trasmessa in prima visione assoluta sul canale statunitense ABC dal 4 gennaio al 15 novembre 1980. In Italia è stata trasmessa su Italia 1 nel 1983.
| n° | Titolo originale                 | Titolo italiano                         | Prima TV USA     | Prima TV Italia |
| -- | -------------------------------- | --------------------------------------- | ---------------- | --------------- |
| 1  | Pilot                            | Una nuova squadra                       | 4 gennaio 1980   | 1983            |
| 2  | The Good-Time Girls              | Il tempo delle ragazze                  | 11 gennaio 1980  | 1983            |
| 3  | I Want It or You                 | Io e te                                 | 18 gennaio 1980  | 1983            |
| 4  | Life and Death of a Beauty Queen | Vita e morte per una regina di bellezza | 25 gennaio 1980  | 1983            |
| 5  | Semi-Paradise                    | Semi-paradiso                           | 1º febbraio 1980 | 1983            |
| 6  | Let's Put Sam Away               | Troviamo Sam                            | 8 febbraio 1980  | 1983            |
| 7  | Bomb!                            | La bomba                                | 25 ottobre 1980  | 1983            |
| 8  | Die, Cheerleader, Die            | Una cheerleader a rischio di morte      | 1º novembre 1980 | 1983            |
| 9  | Death Car                        | Macchina mortale                        | 8 novembre 1980  | 1983            |
| 10 | Running Home                     | Verso casa                              | 15 novembre 1980 | 1983            |

## Una nuova squadra
- Titolo originale: Pilot
- Diretto da: Bernard L. Kowalski
- Scritto da: Al Martinez